# Ambatovaky naturreservat
Ambatovaky naturreservat ligger i nordöstra Madagaskar och inrättades 1958. Skyddsområdet nås endast med kanot på floden Marimbona och den andra gränsen bildas av floden Simianona.
Reservatet som huvudsakligen är täckt av regnskog ligger 400 till 1115 meter över havet och har en yta av 60 050 hektar. Det inrättades främst för att skydda fågellivet och det listas av BirdLife International som Important Bird Area. På bergstopparna hittas även skogar med hårdbladsväxter. I Ambatovaky registrerades cirka 110 olika fågelarter med bland annat Madagaskarörn, Madagaskarbaza och Madagaskargråfågel. Av lemurer hittas 11 arter i skyddsområdet.
Den form av vitbröstad mesit som lever i reservatet föreställer kanske en självständig art.